# Тешедіково
Тешедіково (словац. Tešedíkovo) — село, громада округу Шаля, Нітранський край. Кадастрова площа громади — 22.78 км².
Населення 3687 осіб (станом на 31 грудня 2019 року).

## Історія
Тешедіково згадується 1237 року.

## Населення
| Рік:            | 1994. | 2004.   | 2014.   | 2024.   |
| --------------- | ----- | ------- | ------- | ------- |
| Кількість осіб: | 3751  | 3688    | 3745    | 3621    |
| Різниця:        |       | -1,67 % | +1,54 % | -3,31 % |

| Рік:            | 2023. | 2024.   |
| --------------- | ----- | ------- |
| Кількість осіб: | 3656  | 3621    |
| Різниця:        |       | -0,95 % |